# غسالة صحون

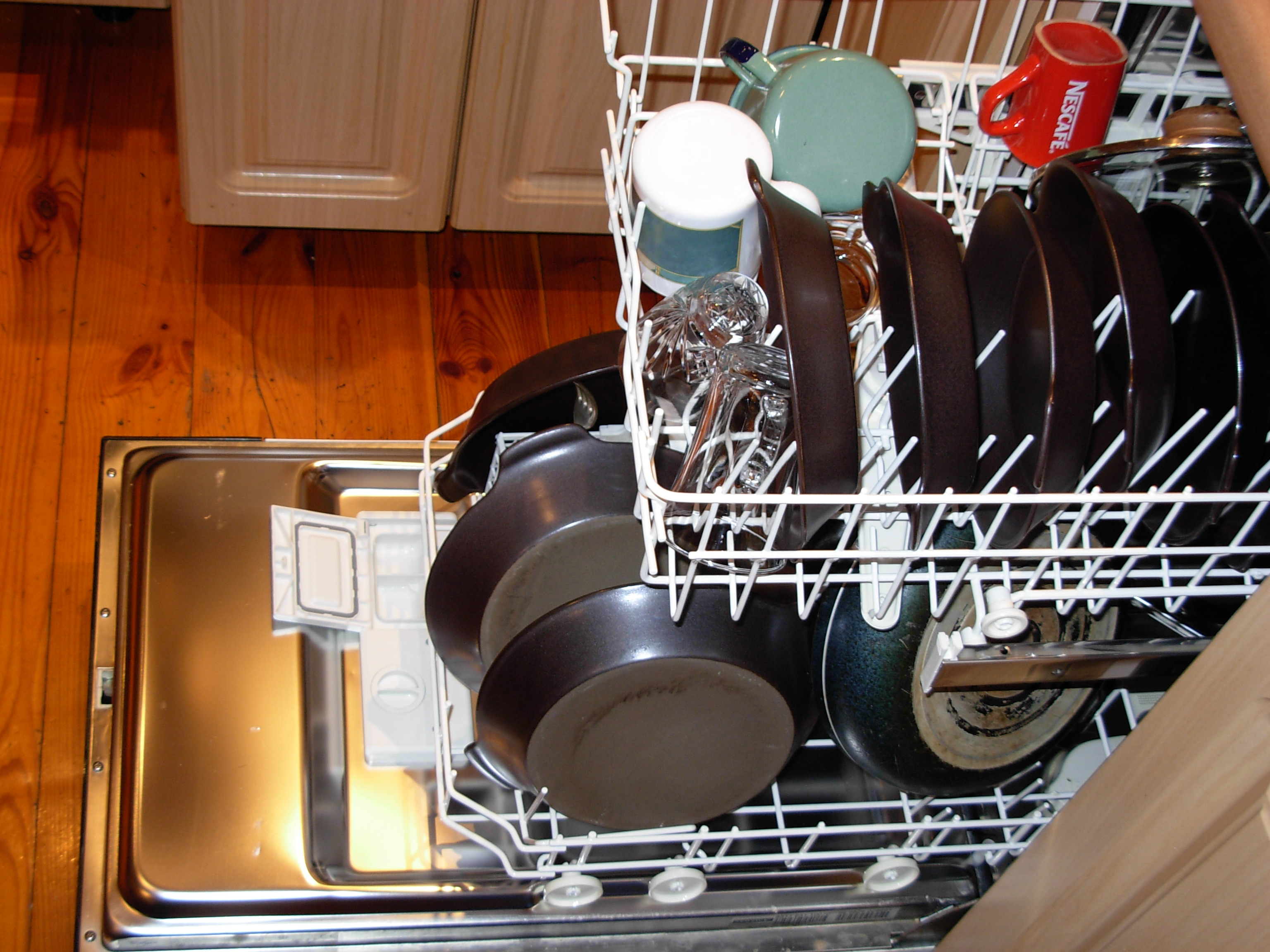
الغسالة محملة بالصحون.

غسالة الصحون (الجمع: غَسَّالَات الصُحُون) أو جلاية الصحون (الجمع: جَلَّايَات الصُّحُون) أو غسَّالة الأطباق هي آلة تُستخدم لتنظيف الأواني وأدوات الطهي وأدوات المائدة بشكل تلقائي. على عكس غسل الصحون يدويًا الذي يعتمد على الفرك لإزالة الأوساخ، تقوم غسالة الصحون الميكانيكية بالتنظيف عن طريق رش الماء الساخن على الصحون، عادةً بين 45 و75 درجة مئوية (110 و170 درجة فهرنهايت)، مع استخدام درجات حرارة أقل للأواني الحساسة.
يضخ خليط من الماء ومسحوق غسالة الصحون إلى واحد أو أكثر من الرشاشات الدوارة لتنظيف الصحون باستخدام خليط التنظيف، ثم يعاد تدوير الخليط لتوفير الماء والطاقة. غالبًا ما يكون هناك شطف أولي، قد يتضمن أو لا يتضمن منظفًا، ثم يتم تصريف الماء. بعد ذلك، تغسل الصحون باستخدام ماء جديد ومنظف. بعد الانتهاء من الغسل، يصرف الماء، ثم يضخ المزيد من الماء الساخن إلى الحوض عبر صمام كهربائي ميكانيكي، وتبدأ دورة الشطف. بعد الانتهاء من عملية الشطف، يصرف الماء مرة أخرى، وتجفف الصحون باستخدام إحدى طرق التجفيف المختلفة. عادةً ما يُستخدم مساعد الشطف، وهو مادة كيميائية لتقليل توتر سطح الماء، للحد من بقع الماء الناتجة عن الماء العسر أو لأسباب أخرى.
تتوفر غسالات صحون صناعية للاستخدام في المنشآت التجارية مثل الفنادق والمطاعم بالإضافة إلى الوحدات المنزلية، حيث يجب تنظيف العديد من الصحون. يتم الغسل باستخدام درجات حرارة تتراوح بين 65 و71 درجة مئوية (149 و160 درجة فهرنهايت)، ويتحقق التعقيم إما باستخدام سخان مساعد يوفر درجة حرارة شطف نهائية تبلغ 82 درجة مئوية (180 درجة فهرنهايت)، أو من خلال استخدام معقم كيميائي.

## اقرأ أيضاً
- جلي